# Június 12.
Június 12. az év 163. (szökőévben 164.) napja a Gergely-naptár szerint. Az évből még 202 nap van hátra.
Névnapok: Villő + Cinella, Cinna, Cinnia, Eta, Etelka, János, Leó, Leon, Letta, Lionel, Orfeusz

## Események
- 0816 – IV. (V.) István pápa megválasztása.
- 1550 – Helsinki megalapítása.
- 1798 – A Máltai lovagrend átadja Málta szigeteit Napoléon Bonaparténak, és elhagyja az országot.
- 1940 – A normandiai Saint-Valery-en-Caux kikötővárosban 13 000 körülzárt brit és francia katona adja meg magát Erwin Rommel vezérőrnagy csapatai előtt.
- 1948 – A Magyar Kommunista Párt és a Szociáldemokrata Párt kongresszusain kimondják a két párt egyesülését: létrejön a Magyar Dolgozók Pártja (MDP).
- 1964 – Életfogtiglani szabadságvesztésre ítélik Nelson Mandelát, dél-afrikai emberjogi harcost, későbbi kormányfőt.
- 1965 – A The Beatles tagjai megkapják az MBE érdemrendet II. Erzsébet angol királynőtől.
- 1999 – A KFOR (Kosovo International Security Force) első egységei megérkeznek Koszovóba.

## Sportesemények
Formula–1
- 1966 –  belga nagydíj, Spa Francorchamps - Győztes: John Surtees  (Ferrari)
- 1983 –  kanadai nagydíj, Montreal - Győztes: René Arnoux  (Ferrari Turbo)
- 1988 –  kanadai nagydíj, Montreal - Győztes: Ayrton Senna  (McLaren Honda  Turbo)
- 1994 –  kanadai nagydíj, Montreal - Győztes: Michael Schumacher  (Benetton Ford)
- 2005 –  kanadai nagydíj, Montreal - Győztes: Kimi Räikkönen  (McLaren Mercedes)
- 2011 –  kanadai nagydíj, Montreal - Győztes:Jenson Button  (McLaren-Mercedes)
- 2016 –  kanadai nagydíj, Montreal - Győztes: Lewis Hamilton  (Mercedes)
  - 2004 – Portugáliában megkezdődik a labdarúgó Európa-bajnokság.

## Születések
- 1519 – I. Cosimo de’ Medici, Firenze hercege († 1574)
- 1577 – Paul Guldin svájci matematikus és csillagász († 1643)
- 1814 – Báró Kemény Zsigmond erdélyi magyar író, publicista, politikus († 1875)
- 1843 – David Gill skót csillagász († 1914)
- 1850 – Georges Demenÿ magyar származású francia fiziológus, tornász, a tudományos alapú testnevelés megalapítója, a filmezés egyik úttörője († 1917)
- 1879 – Edith Rosenbaum divattervező, a Titanic első osztályú és megmenekült utasa († 1975)
- 1888 – Karl Pfeffer-Wildenbruch német tábornok, SS-Obergruppenführer, Budapest 1944–45-ös ostroma idején a német helyőrség parancsnoka († 1971)
- 1891 – Fekete Lajos Kossuth-díjas történész, turkológus, levéltáros, paleográfus, egyetemi tanár, a Magyar Tudományos Akadémia rendes tagja.
- 1893 – Németh Imre magyar újságíró, író, politikus, országgyűlési képviselő († 1970)
- 1901 – Oetl-Pálffy Dénes magyar gyáros, országgyűlési képviselő († 1966)
- 1906 – Németh János kétszeres olimpiai bajnok vízilabdázó († 1988)
- 1909 – Dunay Pál Európa-bajnok vívó († 1993)
- 1911 – Milovan Gyilasz (Milovan Đilas) montenegrói szerb születésű kommunista partizánvezér, jugoszláv politikus, társadalomtudós († 1995)
- 1916 – Phil Cade amerikai autóversenyző († 2001)
- 1921 – Hans Carl Artmann osztrák költő († 2000)
- 1921 – Dennis Taylor brit autóversenyző († 1962)
- 1924 – George H. W. Bush, az Amerikai Egyesült Államok 41. elnöke, hivatalban 1989–1993-ig († 2018)
- 1927 – Bill Cheesbourg amerikai autóversenyző († 1995)
- 1929 – Anne Frank zsidó lány, Hollandia náci megszállói elől rejtőzve írt naplója tette világhírűvé († 1945)
- 1929 – Eva Pflug német színésznő (Tamara Jagellovsk az „Orion űrhajó” c. tv-sorozatban) († 2008)
- 1930 – Innes Ireland brit autóversenyző († 1993)
- 1931 – Poszler György Széchenyi-díjas magyar irodalomtörténész, esztéta, a Magyar Tudományos Akadémia rendes tagja († 2015)
- 1935 – Finta József Kossuth-díjas magyar építész, a nemzet művésze († 2024)
- 1941 – Chick Corea (er. Armando Anthony Corea) amerikai zongorista, zeneművész († 2021)
- 1943 – Benkő László Kossuth- és Liszt Ferenc-díjas magyar zenész, az Omega együttes tagja († 2020)
- 1946 – Friedrich Ferenc Munkácsy Mihály-díjas szobrászművész
- 1948 – Hans Binder osztrák autóversenyző
- 1949 – Bárándy Péter magyar ügyvéd, politikus, igazságügy-miniszter
- 1952 – Oliver Knussen brit karmester, zeneszerző († 2018)
- 1953 – Slamovits István magyar énekes, dalszerző, gitáros
- 1957 – Lucia Aliberti olasz opera-énekesnő, szoprán
- 1972 – Kiss Virág Magdolna szinkronszínésznő
- 1972 – Novotny Tamás magyar víz alatti rögbiválogatott tagja
- 1979 – Gáspár László magyar énekes
- 1980 – Benoît Caranobe francia tornász
- 1981 – Fehér Zoltán magyar labdarúgó
- 1981 – Adriana Lima brazil modell
- 1984 – Isaac Botella spanyol tornász
- 1985 – Nathan Gafuik kanadai tornász
- 1985 – Dave Franco amerikai színész
- 1986 – Stanislava Komarova orosz úszónő
- 1996 – Dávinson Sánchez kolumbiai labdarúgó
- 1997 – Kövesi Zsombor magyar színész
- 1999 – Sóvári-Fehér Anna magyar színésznő

## Halálozások
- 0816 – III. Leó pápa
- 1574 – Valois Renáta modenai hercegné (* 1510)
- 1743 – Johann Bernhard Bach, német zeneszerző, orgonista (* 1700)
- 1912 – Frédéric Passy francia közgazdász, Nobel-békedíjas (* 1822)
- 1937 – Iona Emmanuilovics Jakir szovjet tábornok, katonai reformer, a Tuhacsevszkij-perben kivégzettek egyike (* 1896)
- 1937 – Mihail Nyikolajevics Tuhacsevszkij, szovjet katonatiszt, a Szovjetunió marsallja, a hadtörténelem kiemelkedő alakja, Sztálin kivégeztette (* 1893)
- 1948 – Glykais Gyula kétszeres olimpiai bajnok magyar kardvívó (* 1893)
- 1967 – Cholnoky László Kossuth-díjas magyar vegyész és gyógyszerész, a Magyar Tudományos Akadémia levelező tagja (* 1899)
- 1969 – Tersánszky Józsi Jenő Kossuth-díjas magyar író (* 1888)
- 1970 – Károlyi János magyar színész, rendező, színigazgató (* 1894)
- 1977 – Várszegi József olimpiai bronzérmes magyar atléta, gerelyhajító (* 1910)
- 1978 – Szalay Miklós magyar mérnök, egyetemi adjunktus (* 1924)
- 1978 – Kuo Mo-zso kínai író, költő, tudós, politikus (* 1892)
- 1979 – Nagy Ferenc, politikus, magyar miniszterelnök (* 1903)
- 1982 – Karl von Frisch Nobel-díjas osztrák etológus (* 1886)
- 1983 – Norma Shearer kanadai születésű Oscar-díjas amerikai színésznő (* 1902)
- 1984 – Ferencsik János kétszeres Kossuth-díjas magyar karmester (* 1907)
- 1997 – Bulat Salvovics Okudzsava grúz származású, szovjet-orosz költő, író, dalénekes (* 1924)
- 1999 – Hauswirth Magda magyar karikaturista, újságrajzoló, grafikus (* 1903)
- 2001 – Paláncz Ferenc Jászai Mari-díjas magyar színész, a Győri Nemzeti Színház Örökös Tagja. (* 1932)
- 2003 – Gregory Peck Oscar-díjas amerikai színész (* 1916)
- 2006 – Ligeti György Kossuth-díjas magyar zeneszerző (* 1923)
- 2011 – Sebestyén Éva magyar színésznő (* 1927)
- 2012 – Pahiño spanyol labdarúgó (* 1923)
- 2023 – Treat Williams amerikai színész (* 1951)
- 2023 – Silvio Berlusconi olasz üzletember, politikus, miniszterelnök (* 1936)

## Nemzeti ünnepek, emléknapok, világnapok
- Filippin Köztársaság - Nemzeti ünnep - Függetlenség napja - 1898
- Oroszország: az Oroszországi Föderáció állami szuverenitásáról szóló nyilatkozat elfogadásának napja (День России)
- Gyermekmunka elleni világnap 2002 óta